# Trotzhilden
Trotzhilden ist ein aus einem Gehöft hervorgegangener Wohnplatz in Hilden an der Stadtgrenze zu Solingen-Ohligs. Ein kleiner Teil gehört historisch zu Solingen.

## Lage und Beschreibung
Durch Trotzhilden verläuft die Stadtgrenze zwischen Hilden und Solingen. Sie wird in Nord-Süd-Richtung durch den Verlauf der Grenzstraße, die als Landesstraße 288 klassifiziert ist, gebildet. Im Norden grenzen beide Städte darüber hinaus an Haan. Trotzhilden liegt an der Landesstraße 85, die auf Hildener Seite als Walder Straße benannt ist. Nördlich der Straße befindet sich das Gewerbegebiet Hilden-Ost, das im Norden durch den Verlauf der Itter begrenzt wird. In dem Gewerbegebiet befindet sich unter anderem ein großer Standort des Medizintechnikunternehmens Qiagen. Südlich der Straße befinden sich neben einem Autohaus hauptsächlich Wohnhäuser. 
Benachbarte Orte sind bzw. waren (von Nord nach West): Pütt, Laibach (auf Haaner Stadtgebiet), Maubeshaus, Broßhaus, Kalstert, Molterkiste, Brabant, Kovelenberg (auf Solinger Stadtgebiet) sowie Kalstert und Schönholz (auf Hildener Stadtgebiet).

## Geschichte

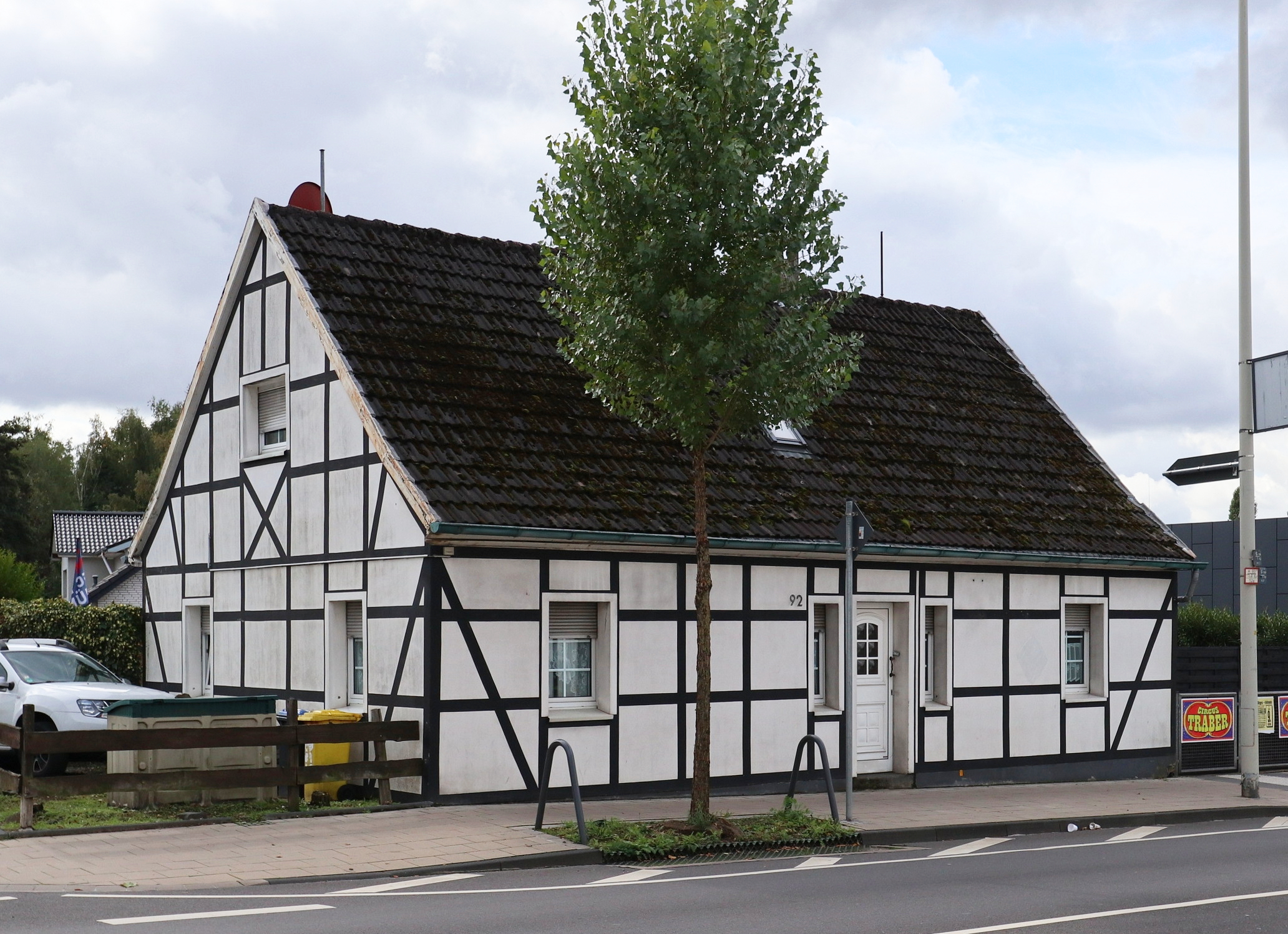
Fachwerkhaus auf der Solinger Seite von Trotzhilden

Im Jahre 1715 in der Karte Topographia Ducatus Montani, Blatt Amt Solingen, von Erich Philipp Ploennies ist bereits die Altstraße zwischen Wald und Benrath verzeichnet, die zwischen Ohligs und Hilden durch den dicht bewaldeten Itter Busch Kalberstert führte. Hofstellen sind auf beiden Seiten des Waldes nur bis zum Waldrand verzeichnet. Die Topographische Aufnahme der Rheinlande von 1824 verzeichnet den auf Hildener Seite gelegenen Ort als Trotz Hilden, einen auf Merscheider Gebiet gelegenen Ort verzeichnet die Karte unbeschriftet. In der Preußischen Uraufnahme von 1844 sind beide Orte zusammenhängend dargestellt und als Putschhaus benannt. Durch den Ort verlief die Gemeindegrenze. Der Merscheider Ort gehörte zur Honschaft Schnittert innerhalb des Amtes Solingen, der Hildener Teil auf dem Gebiet der alten Honschaft Sand. In der Topographischen Karte des Regierungsbezirks Düsseldorf von 1871 ist der Hildener Ort erneut als Putschhaus verzeichnet, der Merscheider unbeschriftet. Erst in nachfolgenden Kartenwerken wie der Preußischen Neuaufnahme von 1893 erscheinen beide Orte wieder als Trotzhilden.
Nach Gründung der Mairien und späteren Bürgermeistereien Anfang des 19. Jahrhunderts gehörte der Hildener Teilort von Trotzhilden zur Bürgermeisterei Hilden (Kirchspiel Hilden) und Merscheider Teilort zur Bürgermeisterei Merscheid, welche 1856 zur Stadt erhoben und im Jahre 1891 in Ohligs umbenannt wurde. Mit der Städtevereinigung zu Groß-Solingen im Jahre 1929 wurde dieser Teil von Trotzhilden ein Ortsteil Solingens. Die Ortsbezeichnung ist heute aber nur noch für den Hildener Teilort gebräuchlich.
1815/16 lebten 17, im Jahr 1830 19 Menschen im als Weiler bezeichneten Merscheider Teilort. 1832 war der Merscheider Teilort weiterhin Teil der Honschaft Schnittert innerhalb der Bürgermeisterei Merscheid, dort lag er in der Flur III. Ohligs. Der nach der Statistik und Topographie des Regierungsbezirks Düsseldorf als Hofstadt (Merscheid) bzw. als Wirthshaus (Hilden) kategorisierte Ort besaß 1832 auf Merscheider Gebiet vier Wohnhäuser und vier landwirtschaftliche Gebäude, auf Hildener Gebiet fünf Wohnhäuser und vier landwirtschaftliche Gebäude. Zu dieser Zeit lebten 51 Einwohner im Ort  (29 zu Merscheid, 22 zu Hilden), davon 13 katholischen (acht zu Merscheid, fünf zu Hilden) und 38 evangelischen (21 zu Merscheid, 17 zu Hilden) Bekenntnisses.
Die Gemeinde- und Gutbezirksstatistik der Rheinprovinz führt den Ort 1871 mit 31 Wohnhäusern (23 zu Hilden, acht zu Merscheid) und 244 (193 zu Hilden, 51 zu Merscheid) Einwohnern auf. Im Gemeindelexikon für die Provinz Rheinland von 1888 werden nur für den Merscheider Teilort Angaben gemacht. Dort sind zwölf Wohnhäuser mit 98 Einwohnern angegeben.
Im Zuge der Industrialisierung entwickelte sich der Hildener Ort von der Landwirtschaft hin zu einem bedeutenden Industriestandort. Die Ohligser Firma Bremshey, die seit 1862 ein großes Fabrikgelände am Bahnhof in Ohligs betrieben hatte, expandierte zu Beginn des 20. Jahrhunderts nahe Trotzhilden auf Hildener Stadtgebiet. Dort entstand ab dem Jahre 1905 ein neues großes Werk, in dem unter anderem Schirmfunituren hergestellt wurden. Dieses Werk wurde kontinuierlich mit der Entwicklung neuer Produkte erweitert. Zu den in Hilden produzierten Gegenständen gehörte unter anderem auch der berühmte Taschenschirm Knirps. Das Unternehmen ging aufgrund von Missmanagement 1982 in Konkurs, die Produktion wurde daraufhin eingestellt. Die etwa 1.800 Beschäftigten an den Standorten in Trotzhilden und Ohligs wurden arbeitslos. Den ehemaligen Bremshey-Standort übernahm das Medizintechnikunternehmen Qiagen, das heute dort mit 1.300 Beschäftigten forscht und produziert. An das ehemalige Gehöft erinnert heute eine Bushaltestelle auf Hildener Stadtgebiet.